# Caterina Fake
Caterina Fake, ameriška podjetnica, * 13. junij 1969, Pittsburgh.
.
Leta 2004 je soustanovila spletno stran Flickr, leta 2011 pa še Hunch. Poleg tega je bila upraviteljica več neprofitnih organizacij in predsednica podjetja Etsy, ki se ukvarja s spletno prodajo unikatnih ročno izdelanih izdelkov. Za svojo vlogo pri ustanavljanju Flickrja jo je revija Time uvrstila na seznam Time 100.
Avgusta 2008 je postala članica odbora direktorjev pri Creative Commons, leta 2015 pa članica upravnega odbora Sundance Instituta.